# Năng lượng không dây

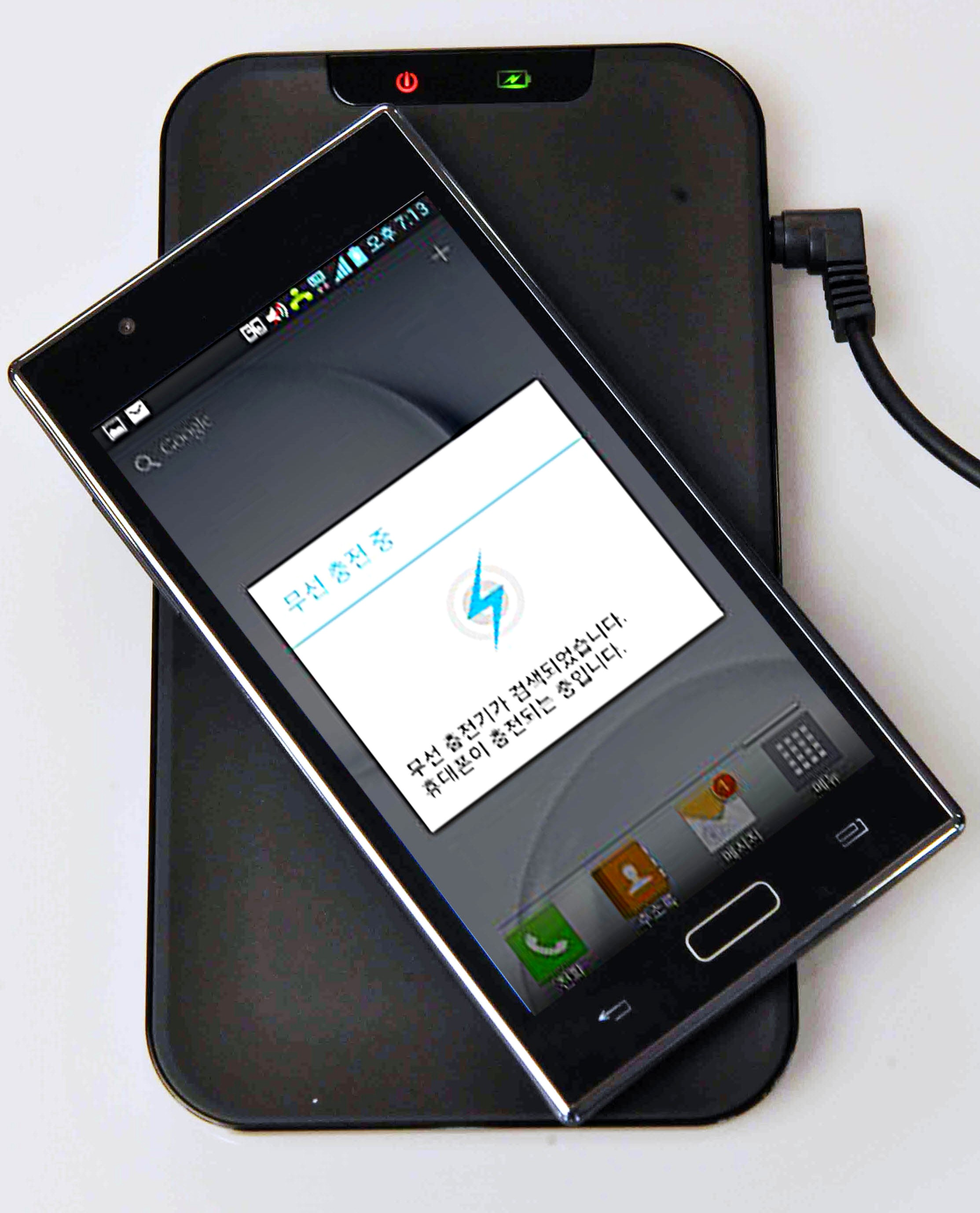
Sạc dành cho điện thoại thông minh của LG, sử dụng hệ thống Qi, một ví dụ cho việc truyền tải không dây ở trường gần. Khi điện thoại được gắn lên tấm sạc, một cuộn dây trong tấm tạo nên một từ trường làm phát sinh ra một dòng điện trong một cuộn dây khác trong điện thoại, và do đó pin được sạc

Năng lượng không dây hay chính xác hơn là truyền tải năng lượng không dây là quá trình truyền năng lượng cao từ một điểm đến một điểm nào đó không cần dây dẫn.
Truyền năng lượng không dây, về cơ bản khác với truyền thông tin không dây trong viễn thông (như radio, TV, radar, điện thoại di động,...), ở đó thông tin được biến điệu truyền đi mọi hướng, tín hiệu có trong một dải tần xác định, công suất tín hiệu ở đầu thu thường rất nhỏ (cỡ nW đến µW)... còn trong lĩnh vực truyền năng lượng không dây thì độ lớn và hiệu suất truyền năng lượng là quan trọng nhất, năng lượng chỉ truyền theo một chiều xác định.

## Lịch sử

### Ý tưởng của Nikola Tesla
Ý tưởng về chuyển tải điện năng đã được đưa ra từ đầu năm 1900 bởi nhà phát minh người Serbia Nikola Tesla trước khi lưới điện được phổ biến rộng rãi Ngay từ những năm này, Tesla đã mơ ước một thế giới không tồn tại dây dẫn điện phức tạp mà sử dụng hệ thống một tháp truyền điện và năng lượng không dây tới mọi ngõ ngách trên thế giới. Nhằm hiện thực hóa viễn cảnh này, Tesla đã bắt tay xây dựng tháp Wardenclyffe cao 29m ở New York. Ngọn tháp này được coi là bước cuối cùng trong hệ thống điện không dây của Tesla, và được kết hợp với phát minh máy thu năng lượng vũ trụ. Nếu thành công, thế giới sẽ được sử dụng điện miễn phí và không giới hạn chỉ bằng một cái antenna thu năng lượng ở đầu cuối.
Tuy nhiên sau 17 năm xây dựng (1900-1917), dự án tháp đã bị đình chỉ, bị rút nguồn tài trợ của JP Morgan vì họ phát hiện ý đồ thật sự của Tesla không phải xây dựng tháp viễn thông.
Mơ ước của Tesla xuất phát từ sáng chế trước đó của ông, cuộn dây Tesla (Tesla coil), một phát minh mang tính cách mạng so với thời đại. Tesla đã phát triển những cuộn dây đặc biệt này vào năm 1891, trước khi người ta sử dụng những chiếc máy biến áp truyền thống để cung cấp điện cho mọi thứ như hệ thống chiếu sáng đến các mạch điện thoại. Những biến áp thông thường không thể chịu được tần số cao và điện áp cao mà các cuộn dây trong phát minh của Tesla có thể chịu đựng được.
Một cuộn dây Tesla bao gồm hai phần: một cuộn dây sơ cấp và cuộn thứ cấp, và mỗi cuộn dây có tụ điện riêng. Hai cuộn dây và tụ điện được nối với nhau bằng một khe đánh lửa - một khoảng cách giữa hai điện cực để tạo ra tia lửa điện. Về cơ bản, các cuộn dây Tesla là hai mạch điện mở kết nối với một khe đánh lửa. Một cuộn dây Tesla cần một nguồn điện cao áp. Một nguồn điện được cung cấp thông qua một biến áp có thể sản xuất một dòng điện với cường độ cần thiết (ít nhất hàng ngàn vôn).
Nguồn điện được nối với cuộn dây sơ cấp. Tụ điện của cuộn dây chính hoạt động như một miếng bọt biển thấm hút các điện tích. Cuộn dây sơ cấp tự nó phải có khả năng chịu đựng điện tích rất lớn và sóng điện, do đó chúng thường được làm bằng đồng - một loại dây dẫn điện tốt. Các tụ điện được tích tụ nhiều điện tích đến mức kháng không khí trong khe đánh lửa. Sau đó, dòng điện đi ra khỏi tụ điện đi xuống cuộn dây chính và tạo ra từ trường.
Năng lượng lớn khiến cho từ trường sụt giảm nhanh chóng, tạo ra dòng điện trong cuộn thứ cấp. Điện áp bị nén qua không khí giữa hai cuộn dây tạo ra tia lửa ở khe đánh lửa. Năng lượng bao phủ giữa hai cuộn dây và tích tụ ở cuộn thứ cấp, tụ điện. Điện tích trong tụ điện thứ cấp lên cao và thoát ra dưới dạng hồ quang điện. Với điện áp tần số cao có thể thắp sáng bóng đèn huỳnh quang cách xa vài bước chân mà không cần dây điện kết nối.
Nguyên tắc cơ bản của cuộn dây Tesla chính là hiện tượng cộng hưởng, cộng hưởng xảy ra khi cuộn dây chính bắn dòng điện vào cuộn dây thứ cấp đúng thời điểm để tối đa hóa năng lượng chuyển vào các cuộn dây thứ cấp. Ngày nay cuộn dây Tesla không còn được ứng dụng thực tế nhiều nữa, song phát minh của Tesla đã làm nên cuộc cách mạng về cách hiểu và sử dụng điện năng.

### Những nghiên cứu thời hiện đại
Năm 1961, Brown đã đăng bài báo đầu tiên đề xuất việc truyền năng lượng bằng vi ba. Ba năm sau (1961) ông đã trình diễn mô hình máy bay trực thăng thu năng lượng từ chùm tia vi ba để bay ở tần số 2,45 GHz trong dải tần dành cho các ứng dụng về công nghiệp, nghiên cứu khoa học và y tế, chúng ta gọi là băng tần ISM (Industry, Science, and Medical). Việc thử nghiệm truyền không dây với công suất vài chục kW đã được thực hiện.
Năm 2001, công ty Splashpower ở Anh đã sử dụng. Tháp Wardenclyffe do Nikola Tesla xây dựng các cuộn dây cộng Hưởng trong một mặt phẳng để truyền hàng chục Watt vào các thiết bị khác nhau bao gồm cả đèn chiếu sáng,điện thoại di động, PDA, iPod,...
Năm 2004 phương thức truyền công suất cảm ứng đã được sử dụng khá rộng rãi cho nhiều công đoạn khác nhau, doanh thu đạt khoảng 1 tỷ USD đối với các lĩnh vực bán dẫn, LCD và chế tạo màn hình plasma.
Năm 2006, các nhà vật lý ở Viện Công nghệ Massachusetts (MIT), Mỹ đã giả định một cách để loại trừ những khó khăn này bằng cách sử dụng các sóng điện từ "phù du" không phát xạ. Các sóng này thường được sản sinh cùng với các sóng được sử dụng trong truyền thông không dây hiện nay, nhưng lại phân rã rất nhanh khi chúng phát ra khỏi ăng ten. Marin Soljacic và các đồng nghiệp cho rằng nếu máy thu có thể cộng hưởng với máy phát, "trường phù du" sẽ cảm ứng một dòng điện. Bằng cách này, vật không cộng hưởng được đặt trong trường hoặc là sẽ ngắt tín hiệu hoặc sẽ hấp thụ hầu hết năng lượng sinh ra bởi trường.
Năm 2007, nhóm của Soljacic đã tiến hành thử nghiệm ý tưởng này. Dùng lý thuyết đã công bố, họ tạo ra một cặp ăng ten bằng đồng có dạng các vòng. Một được nối với hệ thống cấp điện trong khi chiếc còn lại được nối với bóng đèn 60 W đặt cách đó 2 m. Khi họ cho một dòng điện xoay chiều chạy qua, nó tạo ra một từ trường và liên kết cộng hưởng với cuộn thứ hai, do đó cảm ứng ra một dòng điện. Nhóm của MIT khẳng định rằng dòng điện này có thể thắp sáng bóng đèn với hiệu suất chuyển tải tới 40%, đúng như lý thuyết của họ đã giả định.
Năm 2007, một nhóm nghiên cứu do giáo sư Marin Soljacic ở MIT đã truyền năng lượng không dây để thắp sáng một đèn điện 60W với hiệu suất 40% với khoảng cách 2m, sử dụng hai cuộn dây có đường kính 60 cm, nhóm đã phát triển lý thuyết truyền năng lượng không dây tường minh hơn.
Năm 2008 Intel đã lặp lại các thí nghiệm của Tesla trong năm 1894 và của giáo sư John Boys trong năm 1988 bằng cách cấp điện không dây cho một bóng đèn ở cự ly gần với hiệu suất đạt 75%.
Năm 2010 tập đoàn Haier biểu diễn TV với màn hình LCD hoàn toàn không dây đầu tiên trên thế giới tại hội chợ CES 2010 trên cơ sở các nghiên cứu của nhóm của giáo sư Marin Soljacic ở MIT về WPT và giao diện số không dây trong nhà
Tháng 3 năm 2015, các nhà khoa học Nhật Bản đã thực hiện được một bước đột phá trong việc truyền tải năng lượng điện không dây. Đây có thể coi là tín hiệu đáng mừng, mở ra khả năng sản xuất điện từ ngoài vũ trụ bằng năng lượng mặt trời và truyền về Trái Đất. Trong thí nghiệm, các nhà nghiên cứu đã sử dụng sóng viba để cung cấp 1,8 kW (đủ để chạy một ấm đun nước điện) - qua không khí tới một mục tiêu được chỉ định ở khoảng cách 55 mét (170 feet).

## Đặc điểm chung
Phần lớn các hệ thống truyền năng lượng không dây trường gần dựa trên nguyên lý cảm ứng từ và cảm ứng điện từ. Về sau công nghệ truyền năng lượng không dây trường xa được thực hiện bằng nguyên lý phóng chùm tia công suất (powerbeam) ở dạng tia vi ba hay tia laser để truyền công suất lớn (cỡ KW, MW thậm chí thiết kế đến cỡ GW) từ vũ trụ về bề mặt Trái Đất.

## Các dạng năng lượng không dây

### Điện không dây
Truyền tải điện năng không dây là cách truyền tải năng lượng điện từ một nguồn điện với một thiết bị tiêu thụ mà không cần sử dụng dây rắn hoặc dây dẫn. Đó là một thuật ngữ chung dùng để chỉ một số công nghệ truyền tải điện khác nhau mà sử dụng điện từ trường biến thiên theo thời gian. Truyền không dây rất hữu ích cho các thiết bị điện điện trong trường hợp sử dụng dây kết nối là bất tiện, nguy hiểm hoặc bất khả thi. Trong truyền tải điện năng không dây, một thiết bị truyền kết nối với một nguồn năng lượng, chẳng hạn như các đường dây điện nguồn, truyền điện bằng điện từ trường trên một không gian can thiệp để một hoặc nhiều thiết bị thu, nơi nó được chuyển đổi trở lại thành điện và sử dụng điện.

### Vệ tinh năng lượng mặt trời
Vệ tinh thu năng lượng (SPS) là một khái niệm nhận năng lượng mặt trời trong không gian và sau đó truyền tới bề mặt Trái Đất bằng sóng siêu cao tần. Tại nơi nhận, năng lượng của sóng siêu cao tần được chuyển đổi thành điện năng để sử dụng. Mô hình hệ thống SPS bao gồm mặt trời, vệ tinh, bộ phát sóng vi ba công suất và rectenna thu nhận chùm tia công suất vi ba.
Cơ sở của ý tưởng SPS là sự thu nhận năng lượng mặt trời trong quỹ đạo và truyền nó về mặt đất bằng sóng vi ba, chùm tia laser hay một phương pháp khác nào đó. Trong phần này ta chỉ bàn về truyền năng lượng dùng sóng vi ba. Trong trường hợp này, đầu tiên năng lượng mặt trời được chuyển thành điện năng, sau đó năng lượng điện được chuyển thành sóng viba. Ở nơi nhận sóng vi ba được chuyển đổi trở lại thành năng lượng điện. Anten chỉnh lưu nhận sóng vi ba trên mặt đất được gọi là rectenna. Rectenna nhận sóng vi ba chuyển đổi thành năng lượng điện và sau đó hòa vào mạng lưới

## Ứng dụng

### Vệ tinh năng lượng mặt trời
Vệ tinh thu năng lượng mặt trời SPS là một công nghệ được kỳ vọng sẽ thành hiện thực vào những năm 2030. Tiềm năng và tính thương mại của SPS là rất lớn. Hiện các nhà khoa học đang tập trung nghiên cứu giải quyết bài toán về giảm giá thành cho SPS
SPS sẽ giải phóng chúng ta khỏi mạng truyền dẫn và cung cấp điện sử dụng dây dẫn. Chúng ta cũng không mất vật liệu dây dẫn vì SPS là mạng truyền năng lượng không dây. Hơn thế, có thể thực hiện việc truyền điện tới những liệu. SPS sẽ loại bỏ sự mất điện do ngắn mạch hay các sự cố ở mặt đất. Công suất tổng của hệ thống sẽ rất linh hoạt. Chi phí ban đầu để thực hiện hệ thống SPS là rất lớn và sự lo ngại chồng lấn các khái niệm của hệ thống WPT sang các hệ thống truyền thông hiện tại

### Điện không dây
Đặc biệt đối với các thiết bị như ô tô điện hay các cảm ứng không dây, ở những môi trường khó khăn cho việc kết nối điện qua dây. Truyền tải điện không dây thường thuận tiện và thân thiện với môi trường hơn so với cách cắm điện qua ổ cắm thông thường.

### Thiết bị y khoa
Điện thoại di động và đèn pin hoạt động bằng pin mà không có khó khăn. Tuy nhiên, vì tuổi thọ giới hạn, năng lượng pin không phải là một lựa chọn khả thi cho nhiều ứng dụng trong các lĩnh vực của y học hoặc kỹ thuật thử nghiệm, chẳng hạn như cấy ghép hoặc đầu dò. Các nhà nghiên cứu đã phát triển quá trình cung cấp năng lượng cho những hệ thống này mà không dùng dây dẫn
Các nhà nghiên cứu tại Viện Fraunhofer ở Hermsdorf đã thành công trong truyền điện không dây dẫn từ một mô-đun máy phát di động tới một mô-đun máy phát di động - thiết bị nhận. "Mô-đun truyền tải có dạng hình trụ nhỏ gọn, nó có thể được gắn vào dây thắt lưng", Dr. Holger Lausch, nhà khoa học tại IKTS nói. Máy phát cung cấp dòng điện hơn 100 milliwatts và có phạm vi khoảng 50 cm. Kết quả là, máy thu nhận có thể được đặt hầu như bất cứ nơi nào trong cơ thể. "Với thiết bị di động, chúng tôi có thể cung cấp năng lượng từ xa đến bộ phận cấy ghép, hệ thống liều dùng thuốc men và các ứng dụng y tế khác mà không cần chạm vào chúng - như viên nang nuốt nội soi di chuyển qua đường tiêu hóa và truyền tải hình ảnh bên trong của cơ thể ra bên ngoài," Lausch  nói. Mô-đun thu nhận có thể được truy vết bất cứ lúc nào - bất kể năng lượng truyền - đối với vị trí và địa điểm của nó. Vì vậy, nếu máy thu được đặt bên trong một viên nang nội soi video, hình ảnh tạo ra có thể được gán cho các vùng đường ruột cụ thể. Nếu nó được đặt bên trong một viên nang liều lượng, sau đó các thành phần hoạt chất trong thuốc có thể được phát tán theo chỉ định.

## Hiệu quả
Khi dân số của Trái Đất tiếp tục tăng trưởng, nhu cầu về điện có thể vượt qua khả năng sản xuất. Cuối cùng thì năng lượng không dây có thể trở thành một điều cần thiết hơn chỉ là một ý tưởng thú vị.
Tiếp nhận liên tục năng lượng từ vũ trụ và gần nhất là mặt trời 24/24. Hơn nữa, nó có thể cấp năng lượng cho bất cứ một khu vực nào trên mặt đất, cả vùng sâu vùng xa, không phụ thuộc các nguồn nước sạch để hoạt động, chỉ cần hướng angten phát về vị trí đặt angten thu ở nơi mong muốn sử dụng. Vì vậy năng lượng mặt trời vũ trụ là nguồn ổn định lâu dài, cung cấp trực tiếp cho mọi dân tộc, không phụ thuộc sở hữu của quốc gia nào
Năng lượng mặt trời vũ trụ không gây ra các khí có hiệu ứng nhà kính, không ảnh hưởng nhiều đến biến đổi khí hậu, và không tạo ra phế thải độc hại cần phải chôn cất (như năng lượng hạt nhân), vì vậy nó không thể là mục tiêu cho bọn khủng bố. Ngoài ra, hệ thống SPS yêu cầu diện tích nhỏ hơn khoảng 1/5 lần so với hệ thống năng lượng mặt trời trên mặt đất khi cho cùng công suất

## Đánh giá
"Ý tưởng về việc loại bỏ các loại dây sẽ cho phép chúng ta thiết kế lại mọi thứ theo những cách mà chúng ta chưa hề nghĩ đến, điều đó sẽ giúp các thiết bị và mọi thứ mà chúng ta sử dụng trở nên hiệu quả hơn, thiết thực hơn và thậm chí có thể mang nhiều chức năng hơn", Tiến sĩ Hall nói.